# Симонлатсер, Тимо
Тимо Симонлатсер (эст. Timo Simonlatser; род. 17 мая 1986, Раквере) — эстонский лыжник, участник зимних Олимпийских игр 2010 года в Ванкувере. Специализируется в спринтерских гонках.

## Карьера
В Кубке мира Симонлатсер дебютировал в январе 2006 года, в январе 2010 года впервые попал в десятку лучших на этапе Кубка мира, в командном спринте. Всего на сегодняшний день имеет на своём счету 2 попадания в десятку лучших на этапах Кубка мира, по одному в личном и командном спринте. Лучшим достижением Симонлатсера в общем итоговом зачёте Кубка мира является 69-е место в сезоне 2010/11.
На зимней Олимпиаде 2010 года в Ванкувере стал 27-м в спринте классическим ходом.
За свою карьеру принимал участие в трёх чемпионатах мира, лучший результат 24-е место в спринте на чемпионате 2007 года.
Использует лыжи производства фирмы Madshus, ботинки и крепления Salomon.